# Wydarzenia gorzowskie

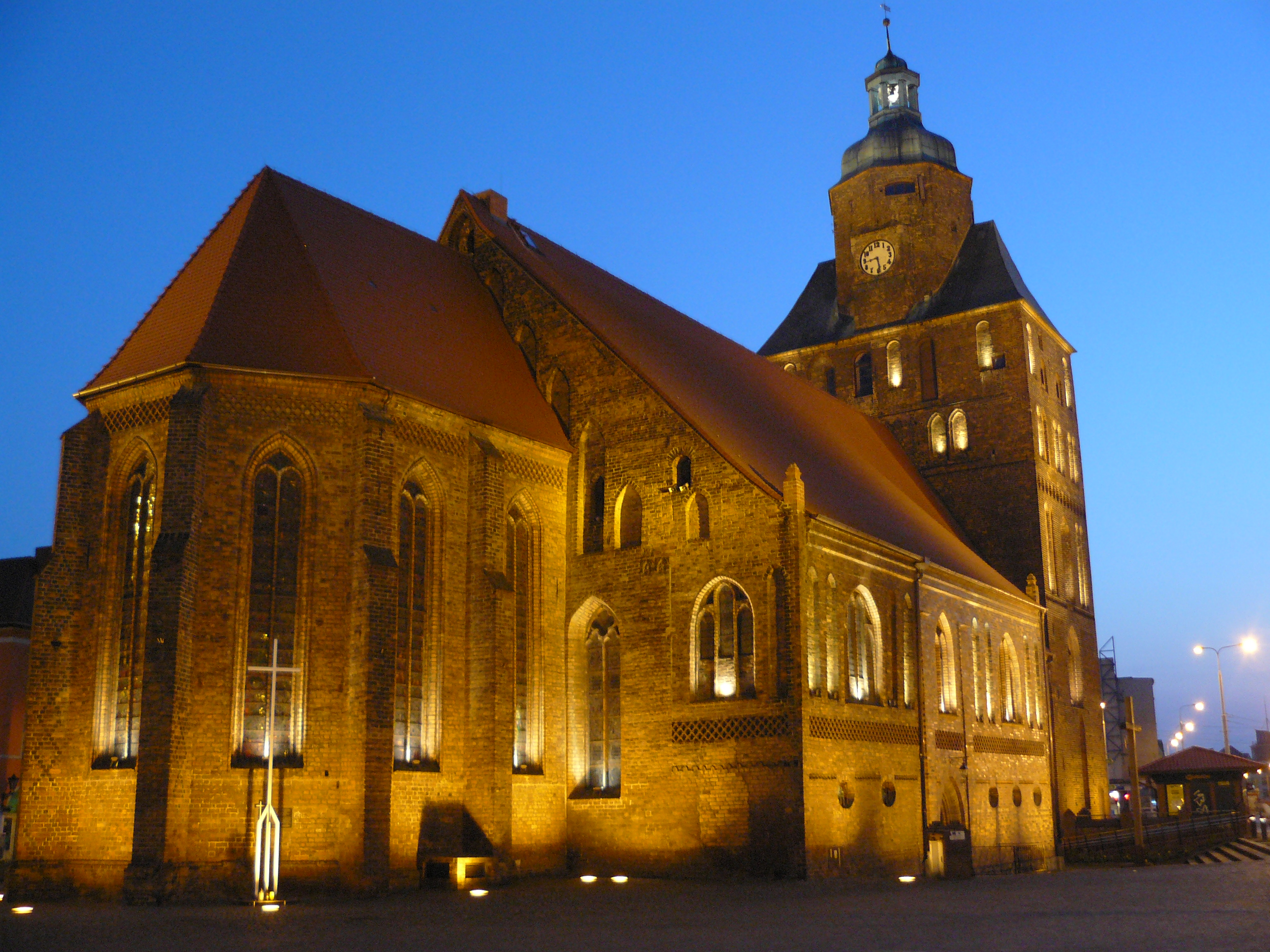
Obszar wokół katedry wniebowzięcia Najświętszej Maryi Panny stanowił centrum wydarzeń zamieszek (na pierwszym planie znajduje się replika „białego krzyża”).

Wydarzenia gorzowskie (inaczej Gorzowski Sierpień) – manifestacja mieszkańców Gorzowa Wielkopolskiego z 31 sierpnia 1982 roku, wymierzona przeciwko stanowi wojennemu. Zorganizowana została przez „Solidarność” w drugą rocznicę podpisania porozumień w Gdańsku. Jest to największe tego typu wystąpienie w historii powojennej miasta oraz regionu lubuskiego. Szacuje się, że protestujących było co najmniej 5 do 10 tysięcy.
Punktem kulminacyjnym demonstracji była bitwa wokół „białego krzyża”, będącego symbolem oporu przeciwko władzy ludowej. W jej wyniku 5 uczestników, 24 funkcjonariuszy MO oraz 4 strażaków odniosło rany, a uszkodzonych zostało 14 pojazdów milicyjnych i 2 wozy strażackie. Dodatkowo 30 uczestników postawiono przed sądem, z czego 26 zostało skazanych na kary pozbawienia wolności od 3 do 4 lat. Poza tym ukaranych za wykroczenie zostało 135 osób.

## Geneza

Biały Krzyż stał się symbolem gorzowskiej walki o „Solidarność” i wolną Polskę

Na terenie Gorzowa Wielkopolskiego już od początku stanu wojennego dochodziło do akcji wymierzonych przeciwko władzy. Oprócz strajków w zakładach pracy (np. w Zakładach Mechanicznych „Ursus”) prowadzono takie działania jak kolportowanie ulotek antypartyjnych oraz malowanie antyrządowych napisów w miejscach publicznych. Oprócz tego organizowano wsparcie materialne dla internowanych działaczy opozycji, w co zaangażowane były lokalne parafie, w tym parafia Katedry wniebowzięcia NMP, gdzie w intencji internowanych organizowane były msze i demonstracje.
Szczególną rolę w tamtych miesiącach odgrywał biały krzyż (nazywany też „Krzyżem Solidarności”), znajdujący się przed katedrą. Wykonany on został przez gorzowskich pracowników zakładów i 1 maja 1981 roku stanowił element polowego ołtarza, a później umiejscowiony przed katedrą służył przy mszach polowych, a także jako miejsce wyrażania wsparcia dla opozycjonistów. W trakcie stanu wojennego wielu ludzi składało pod nim kwiaty, zapalało świece oraz zostawiało karteczki z takimi napisami jak „Solidarność żyje”. Fakt, iż służył on za miejsce-symbol ludzi zgromadzonych wokół NSZZ „Solidarność” był dla władzy ludowej nie do zaakceptowania.
Do demonstracji w drugą rocznicę podpisania Porozumienia Gdańskiego wezwały krajowe władze Solidarności. Z początku władze miasta nie oczekiwały, że dojdzie do nieprzeciętnie dużych zamieszek, jednakże zmieniły one zdanie, gdy spostrzegły jak w drugiej połowie sierpnia działania opozycyjne stawały się coraz mocniejsze. Skłoniło je to do rozpoczęcia akcji zniechęcających - komuniści zaczęli rozprowadzać własne ulotki, puszczali komunikaty w radiowęzłach zakładowych, zwiększyli ilość patroli milicyjnych i wojskowych, zastraszali działaczy, a nawet usiłowali zdezinformować społeczeństwo poprzez rozprowadzanie ulotek rzekomo podpisanych przez Lecha Wałęsę, który miał nawoływać do zachowania spokoju.

## Przebieg
31 sierpnia od rana władze partyjne wyczekiwały zamieszek i strajków w zakładach pracy, jednakże nic takiego nie miało miejsca. Dopiero od godziny 13:30 zaobserwowano gromadzenie się ludzi po gorzowską katedrą, zarówno działaczy jak i okolicznych gapiów. Zebrani zaczęli śpiewać patriotyczne pieśni. W tym samym czasie zwiększała się liczba sił porządkowych i towarzyszących im „więźniarek”. Mimo braku agresji ze strony tłumu patrole sprawdzały zebranym dokumenty tożsamości, nagrywały ich (zajmowała się tym SB) oraz przyprowadzały do zaparkowanych pojazdów służbowych. Później poszczególni demonstranci zaczęli skandować antypartyjne hasła jak „Wolność”, „Polska nasza!”, „Solidarność”, „Leszek, Leszek” czy „Uwolnić Lecha!”. Milicjanci poczęli wzywać tłum do rozejścia się i przerwania „nielegalnego zbiegowiska”, jednakże ludzi przybywało.
Przed godziną 17 pod katedrę zaczęły przychodzić osoby, które pragnęły się wyspowiadać z okazji rozpoczynającego się roku szkolnego oraz ludzie, którzy chcieli wziąć udział w mszy świętej o 18, zorganizowanej z okazji rocznicy porozumień. To sprawiło, że demonstracja znowu urosła liczebnie, chociaż wcześniej zaczynała słabnąć. W związku z tym Wojewódzki Komitet Obrony uznał, że konieczne będzie użycie przemocy. Ustawiono trzy samochody ciężarowe ZOMO w pobliżu wejścia głównego katedry i puszczono z głośników komunikat nakazujący rodzicom z dziećmi opuszczenie manifestacji. W reakcji na rozkaz wszyscy zebrani uklęknęli i zaczęli śpiewać „Rotę”, ignorując tym samym rozstawione milicyjne pojazdy. Żadna ze stron nie chciała ustąpić ze swojej pozycji.

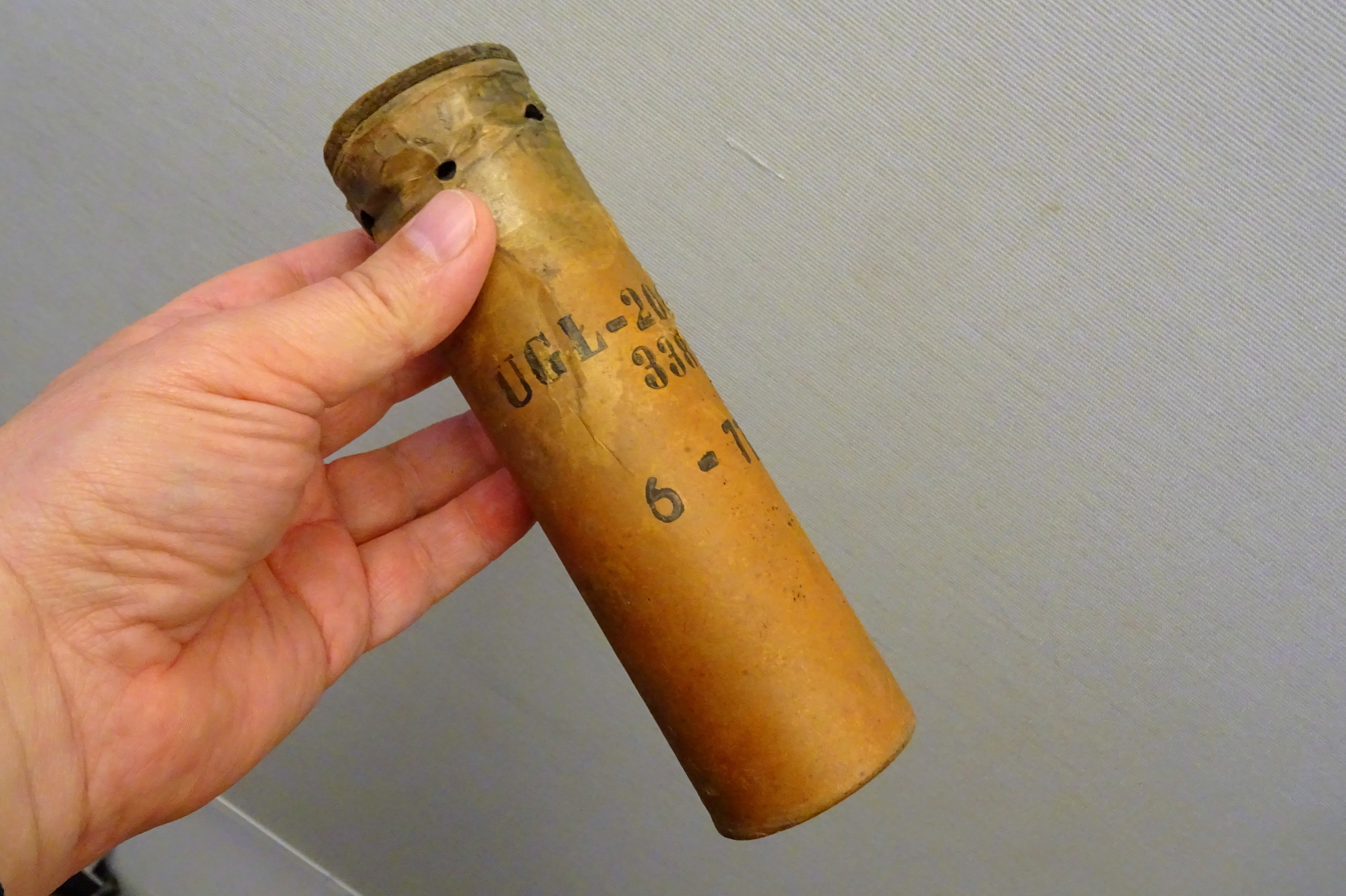
Gilza granatu łzawiącego użytego do rozpraszania demonstrantów

Widząc nieustępliwość manifestantów milicja rozpoczęła proces pacyfikacyjny. Otoczony został kościół i zablokowane zostały drogi łączące miasto z katedrą. Następnie, o 17:35, ruszyły samochody, a z nich wyskoczyli zomowcy uzbrojeni w pałki, tarcze, karabiny oraz pociski z gazem łzawiącym. Armatki wodne zostały ustawione pod sam kościół, jak najbliżej protestujących, którzy nadal klęczeli. Naraz zaczęto zebrany tłum polewać strumieniem wody i pałować. Słychać było wystrzały, a nad placem rozniósł się dym. Ludzie rozpierzchli się spod białego krzyża, a na bruku pozostał tylko krzyż ułożony z kwiatów i otoczony świecami. Zaatakowane wodą i gazem zostały również dzieci, które wybiegły z katedry. Część wycofanych manifestantów próbowała się schronić wewnątrz kościoła. Pobiegli za nimi zomowcy chcący wyciągnąć ich na zewnątrz, co poskutkowało uszkodzeniami w postaci dziur w witrażach prezbiterium, pozostawionych przez pociski z gazem. Dwie inne grupy uczestników pobiegły w stronę byłego kina „Słońce” i w stronę „Rolnika”, skąd zaczęły kontratakować milicjantów za pomocą znaleźnych przedmiotów jak kamienie z kostki brukowej, połamane płyty chodnikowe, elementy ławek oraz śmietników. Szacuje się, że rzucających mogło być z 1,5 tysiąca osób (przy założeniu, że łącznie manifestantów było 5 tys.).  
Później demonstranci rozbili się na kolejne kilka grup i rozeszli się po całym Gorzowie, gdzie kontynuowali walkę jeszcze do późnych godzin wieczornych, na co wskazywały odgłosy detonacji granatów i petard po 22. Siły rządowe usiłowały zmniejszyć skalę wydarzeń poprzez wprowadzenie godziny milicyjnej od 20 do 5 dla osób poniżej 18 roku życia oraz od 22 do 5 dla wszystkich. Dodatkowo wprowadzono zakaz sprzedaży alkoholu, wyłączono telefoniczną łączność międzymiastową oraz odwołano wszystkie wydarzenia rozrywkowe. Zastanawiano się nawet nad wyprowadzeniem wojska na ulicę, lecz ostatecznie zrezygnowano z tego pomysłu. Wprowadzone ograniczenia zostały zniesione dopiero 20 września.

## Skutki

### Bezpośrednie
Łącznie rannych zostało 5 demonstrantów, 24 milicjantów oraz 4 strażaków, a uszkodzonych zostało 14 pojazdów milicyjnych i 2 wozy strażackie służące pacyfikacji. 26 zatrzymanych osób zostało skazanych na kary pozbawienia wolności od 3 do 4 lat, w tym 3 osoby, które nie brały udziału w manifestacjach. Od 31 sierpnia do 6 września ukaranych za wykroczenia zostało ok. 135 osób.

### Długotrwałe
Relatywnie bardzo duży udział mieszkańców średniej wielkości miasta w demonstracjach stanowił fenomen na skalę krajową, który na stałe zapisał się w pamięci gorzowian. Poziom zaangażowania ludzi skompromitował władze, które potem usilnie starały się umniejszyć całe zajście za pomocą opisywania ich jako chuligańskie wybryki młodzieży. Starano się też odwrócić uwagę społeczeństwa manifestacją z okazji rocznicy rozpoczęcia II wojny światowej. Według historyka Jarosława Palickiego rozmiar wydarzeń mógł w dużej mierze przyczynić się do późniejszej ponadprzeciętnej aktywności opozycji w mieście. Podobnego zdania jest profesor Dariusz Rymar, który uważa, że Gorzowski Sierpień i strajk w Ursusie stanowiły mit założycielski dla środowiska opozycyjnego w Gorzowie.

## Upamiętnienie

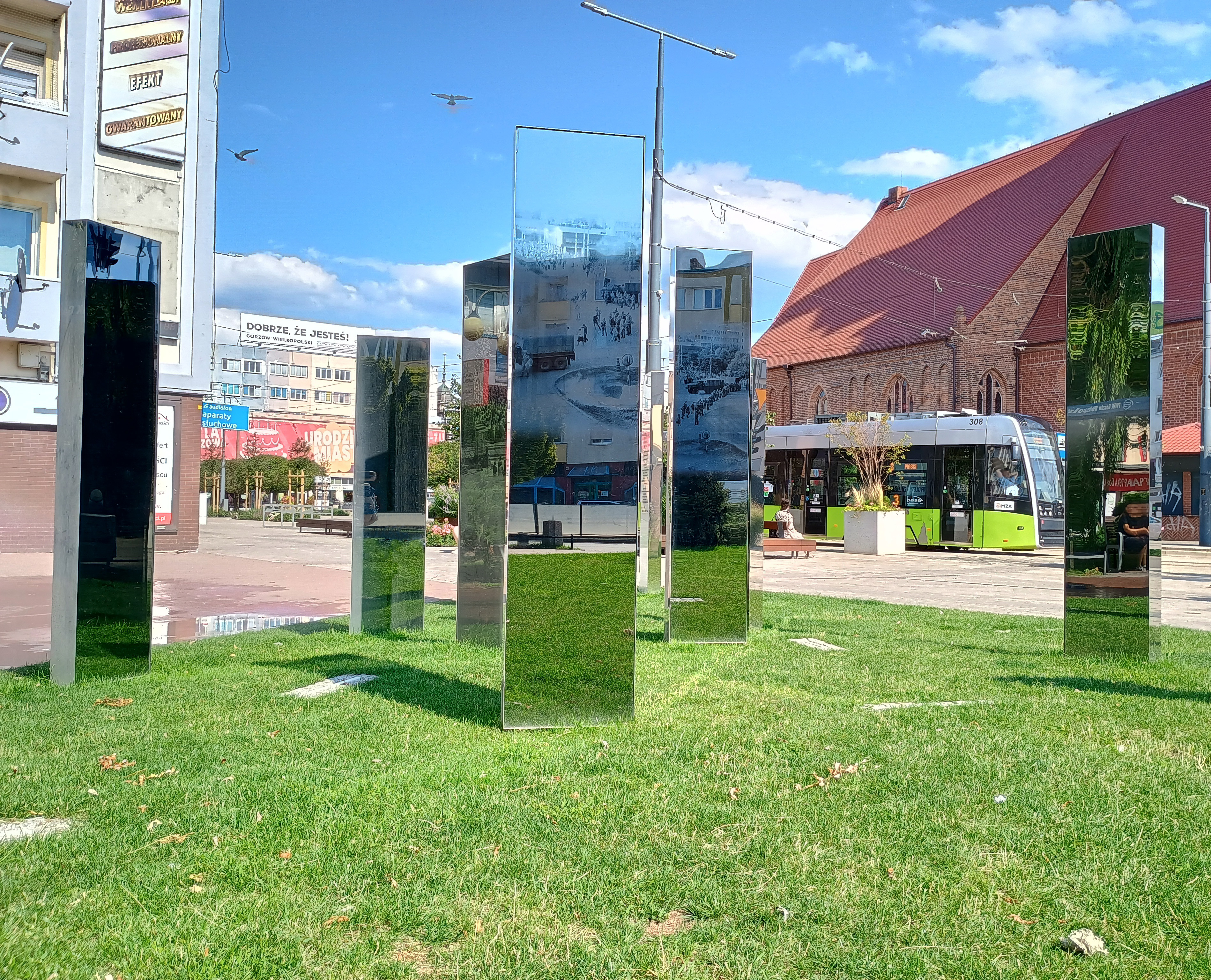
Instalacja artystyczna znajdująca się na skwerze 31 Sierpnia 1982 roku, położonym obok skrzyżowania ulic Sikorskiego i Chrobrego

Rocznice wydarzeń obchodzone są przez mieszkańców Gorzowa Wielkopolskiego, w ramach obchodów m.in. odprawiane są msze święte, przeprowadzany jest ceremoniał wojskowy z salwą honorową i uroczysty przelot samolotów wojskowych nad centrum, wydano też okolicznościowy znaczek i kartkę pocztową, przeprowadzano wykłady, produkcję filmów dokumentalnych („Opór” Wojciecha Turczyńskiego), występy teatralne, rekonstrukcje historyczne, koncerty, gry miejskie, zawody biegowe, nadano też jednemu z miejskich skwerów nazwę „Skwer 31 Sierpnia 1982 r.” Oprócz tego uczestnicy manifestacji za swoje dokonania odznaczeni zostali Krzyżem Wolności i Solidarności oraz Medalami 100-lecia Odzyskania Niepodległości.
W 40. rocznicę na uroczystościach był obecny prezydent Andrzej Duda, który m.in. odznaczył kilkadziesiąt protestujących. Tego samego dnia odsłonięto również instalację artystyczną upamiętniającą wydarzenia.